# العبالي (حبيش)

تعديل مصدري - تعديل

العبالي محلة تابعة لقرية التفادي، التابعة لعزلة التفادي بمديرية حبيش إحدى مديريات محافظة إب في الجمهورية اليمنية، بلغ تعداد سكانها 34 حسب تعداد اليمن لعام 2004.